# Haringmanblok

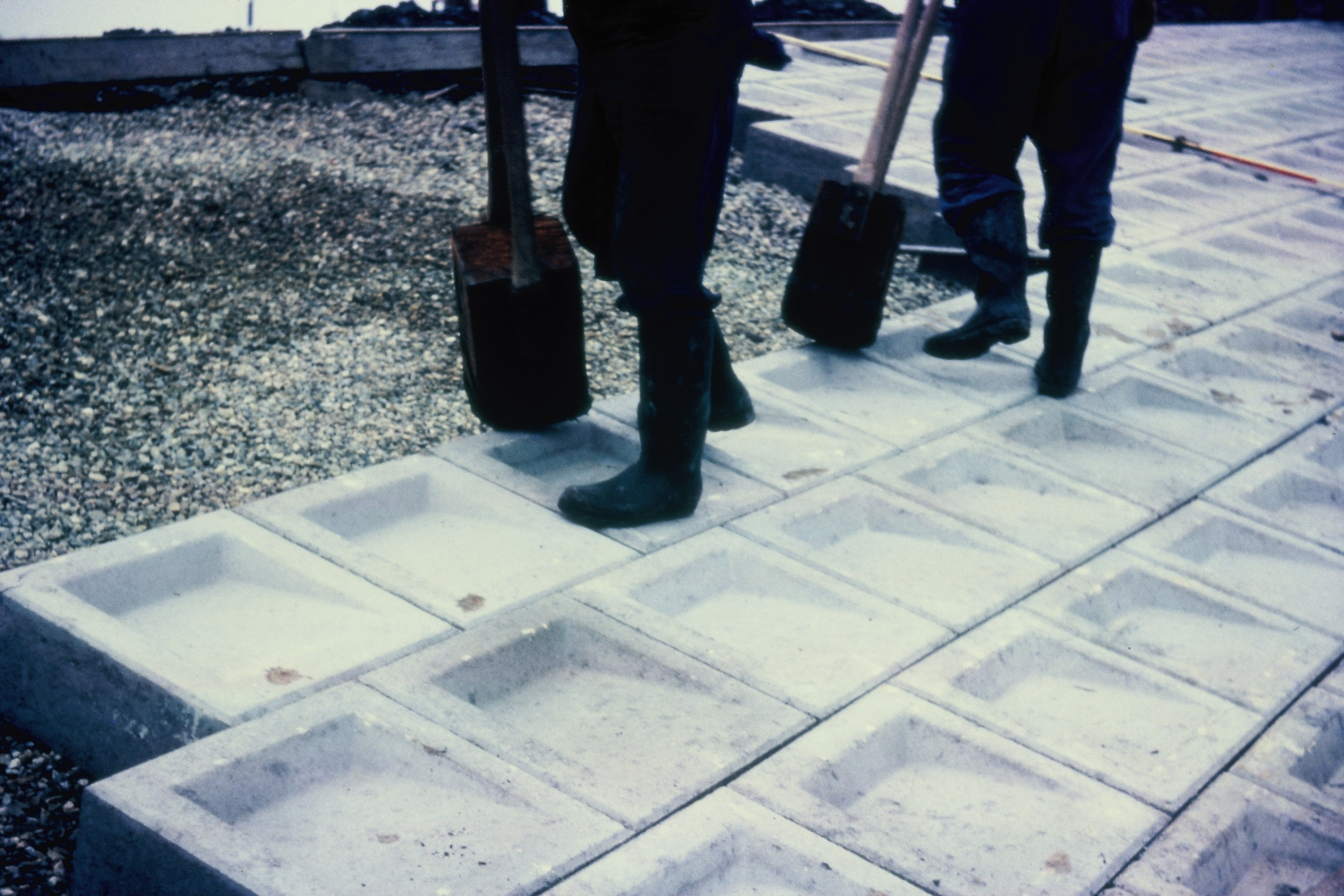
Haringmanblok

Het Haringmanblok is een betonblok van 50 × 50 cm en een dikte van 20 tot 30 cm voor de bekleding van zeedijken. Dit blok is in de jaren zestig op de markt gebracht door de betonfabriek Haringman in Goes. Vanwege de regelmatige vorm kon dit blok snel (en machinaal) geplaatst worden. Plaatsen met de hand was vanwege het gewicht tussen de 125 en 200 kg niet mogelijk. In het blok was een "deuk" aangebracht om de golfoploop te verminderen. Dit blok is op vele dijksecties in Zeeland toegepast.
In de jaren tachtig bleek dat het blok een aantal fundamentele problemen had. Afgezien dat de golfoploopremmende werking tegenviel, was het grootste probleem dat niet zozeer het totale gewicht, maar meer het gewicht per m² van belang is; dus een zuilvormig blok is beter dat dit tegelvormige blok. Bovendien is een bekleding met Haringmanblokken vrij ondoorlatend, hetgeen resulteert in grote golfdrukken onder de blokken. Hierdoor is een Haringmanglooiing minder stabiel dan bijvoorbeeld een Hydroblockglooiing met veel open ruimte.

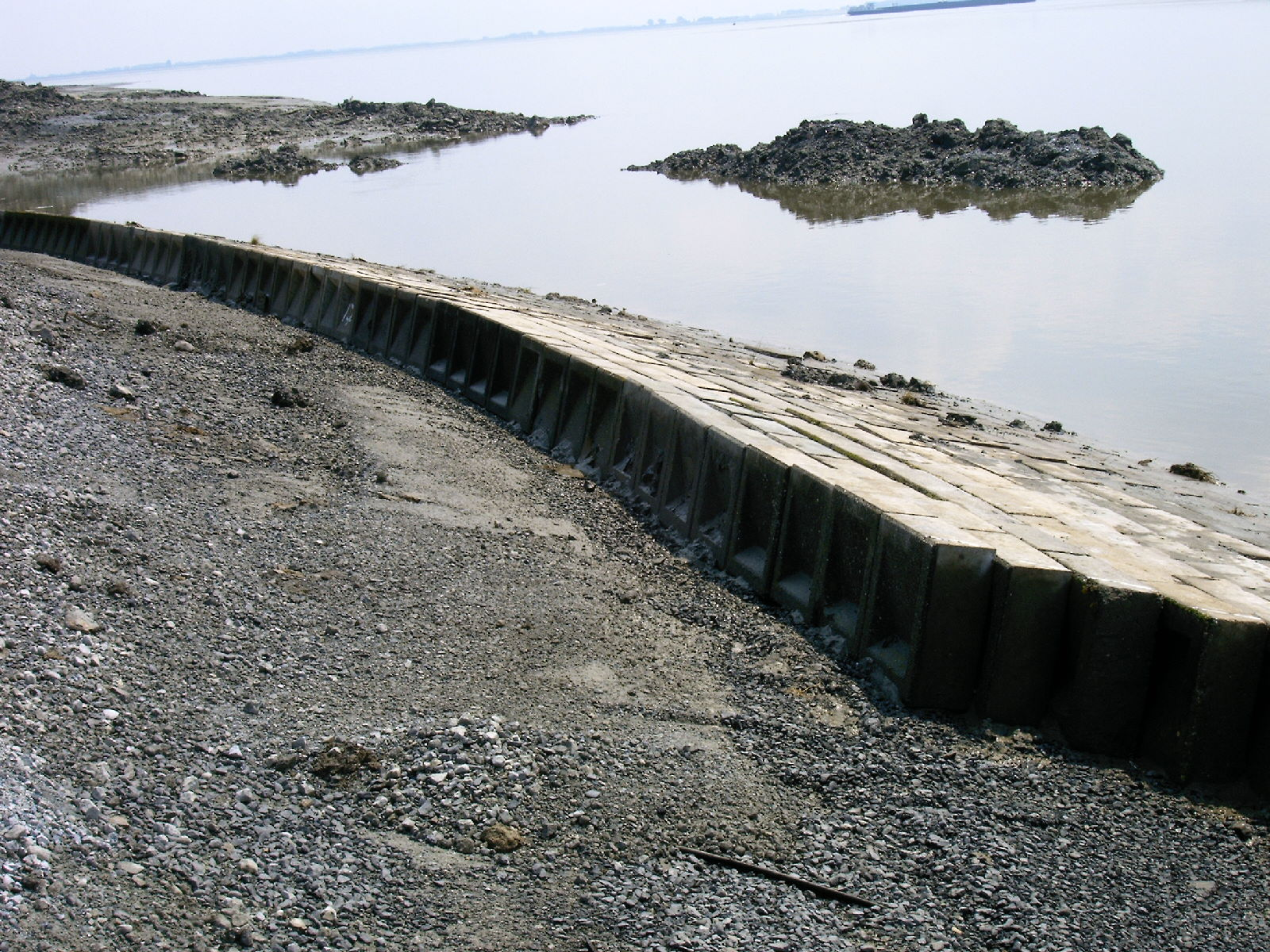
Gekantelde blokken bij Baarland

Het Haringmanblok wordt daarom niet meer toegepast voor nieuw werk. Bij verbeteringswerken waar bestaande blokken afgekeurd zijn, kunnen deze wel hergebruikt worden door ze te kantelen. De dikte wordt dan ca. 2,5 maar zo groot, het blok dus ook 2,5 maal zo stabiel (maar er zijn dan wel 2,5 maal zoveel blokken nodig om dezelfde oppervlakte te bekleden).

## Blokken op klei
Een bijkomend probleem was dat op een gegeven moment nogal wat Haringmanblokken direct op een kleilaag geplaatst zijn. De stabiliteit van een blokkenbekleding hangt onder andere af van de ratio van de doorlatendheid van de toplaag en die van de laag daaronder. De doorlatendheid van een toplaag van Haringmanblokken is niet zo groot, dus ligt het voor de hand om voor de laag daaronder een nog ondoorlatender materiaal te nemen. Klei voldoet daaraan. Uit grootschalige laboratoriumproeven (in de Deltagoot) bleek dat inderdaad te kloppen. Echter na een aantal jaren ontstonden wel grote problemen. De fijne kleideeltjes konden wegspoelen tussen de spleten van de Haringmanblokken, en zo ontstonden onder de blokken kanaaltjes. Deze kanaaltjes maakten dat de onderlaag toch heel doorlatend werd, en dus werd de glooiing instabiel. Op grond hiervan is besloten om alle glooiingen met blokken op klei te vervangen door glooiingen met een doorlatende tussenlaag (fijne breuksteen).